# Samia Yusuf Omar
Samia Yusuf Omar sau Samiyo Omar (somaleză Saamiya Yuusuf Cumar, arabă سامية يوسف عمر; n. 25 martie 1991, Muqdisho, Banaadir⁠(d), Somalia – d. 2 aprilie 2012, Marea Mediterană) a fost o atletă (sprinter) din Somalia. Ea a fost una din cei doi sportivi somalezi participanți la Jocurile Olimpice de vară din 2008 din Beijing, China. 
Omar a crescut în Mogadishu și s-a antrenat acolo în timpul Războiului Civil Somalez⁠(d) în pofida dificultăților economice și a hărțuirii din partea grupurilor militante locale islamiste, care nu erau de acord cu participarea unei femei la activitatea sportivă competițională. Evoluția sa de la Jocurile Olimpice în contextul războiului civil pustiitor din Somalia și a crizei umanitare asociate acestuia a fost pe larg acoperită de mass-media, iar performanța ei a fost bine primită de către spectatori.
După încheierea Jocurilor Olimpice, a încetat o perioadă să facă atletism din cauza intensificării războiului civil, care a determinat-o să părăsească Mogadishu, și a amenințărilor grupului militant Al-Shabaab⁠(d). A ajuns în tabăra de relocare amenajată de Hizbul-Islam⁠(d) și, din dorința de a concura la Jocurile Olimpice de vară din 2012, a trecut granița cu Etiopia în căutarea unui loc sigur pentru antrenamente. Ulterior a emigrat ilegal în Libia, unde a fost încarcerată. 
În timpul Jocurilor din 2012, a fost dezvăluit faptul că Omar s-a înecat în largul coastelor Libiei, în timp ce încerca să traverseze ilegal Marea Mediterană spre Italia.

## Viața timpurie
Samia Yusuf Omar s-a născut în capitala Somaliei, Mogadishu, la 25 martie 1991, in familia lui Omar Yusuf și Dahabo Ali și a fost cea mai mare din cei șase copii ai familiei, care aparținea unei elite privilegiate, conform standardelor din Somalia. Mama ei a fost o atletă care a concurat la nivel național. Familia face parte dintr-un grup etnic minoritar din Somalia.

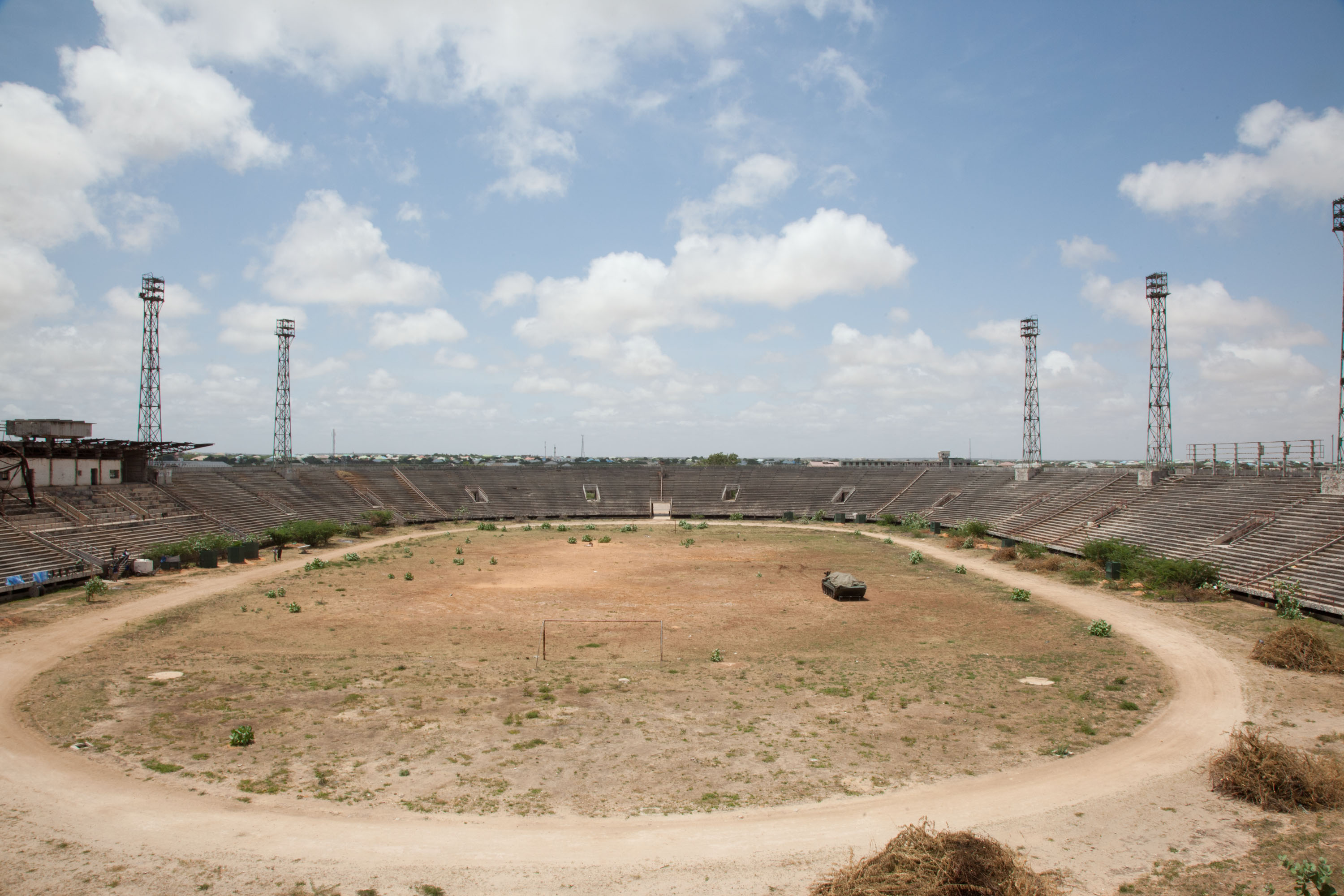
Stadionul Mogadishu

Samia a fost descrisă ca o fire plăpândă, foarte amuzantă și destul de năstrușnică. A studiat atât la o școală din sistemul de învățământ uzual, cât și la o școală coranică. Situația economică a familiei s-a degradat semnificativ după ce casa în care stătea a fost lovită de o rachetă  și atât tatăl lui Omar, cât și unchiul său, au fost uciși în februarie 2007 în urma unui atac cu mortiere asupra pieței Bakaara⁠(d), unde aceștia lucrau. Pe atunci, Omar era în clasa a opta, dar a fost nevoită să abandoneze școala ca să îngrijească de frații săi în timp ce mama vindea produse pentru a întreține familia. Fiind încurajată de mama sa, Omar a început să alerge. Se antrena la stadionul Mogadishu⁠(d), alături de care locuia cu familia într-o cocioabă. Stadionul avea o pistă de alergare pavată cu pietriș, întreruptă pe alocuri de craterele proiectilelor de mortier lansate în timpul Războiului Civil Somalez⁠(d). Când nu putea alerga pe stadion, o făcea pe străzile din Mogadishu, confruntându-se cu hărțuirea militanților locali, care consideră că femeile musulmane nu trebuie să participe la activități sportive. Alături de aceste obstacole, s-au adăugat dificultăților lipsa antrenoratului consecvent, precum și cadrul necompetitiv.

## Cariera sportivă
Prima competiție la care a participat Samia a fost Campionatul de Juniori al Africii de Est din 2008, unde a finisat a cincea într-o grupă de opt alergătoare la disciplina 100 metri⁠(d). Campionatul s-a desfășurat în Djibouti, în aprilie, iar o lună mai târziu, Omar a participat la aceeași distanță la Campionatul African de Atletism din 2008⁠(d), la Addis Ababa, Etiopia, unde a luat ultimul loc în grupa sa. La scurt timp, Comitetul Olimpic Somalez⁠(d) a decis să o includă în selecționata olimpică a țării pentru Jocurile Olimpice de vară din 2008 din Beijing, China, la disciplina alergare 200 metri. Deși nu s-a încadrat în preliminarii în criteriile de selecție pentru participarea la Jocurile Olimpice, în mod excepțional participarea sa a fost decisă de către un comitet internațional în care hotărârea a fost ferm în mâinile vesticilor, exclusiv pentru a favoriza sensibilizarea la nivel mondial cu privire la criza umanitară din Somalia. De asemenea, prezența ei la Jocurile Olimpice ar fi putut fi percepută și ca o modalitate de a genera atenție în ceea ce privește războiul civil pustiitor din Somalia. Alături de ea, a fost desemnat să reprezinte Somalia și alergătorul Abdi Said Ibrahim.
Omar a declarat că propunerea a fost neașteptată, atât datorită vârstei sale fragede, cât și minorității etnice din care face parte. Nu a avut ocazia să-și studieze competitorii și nici precedentele curse olimpice. Din cauza lipsei de fonduri, ea a participat la Jocurile olimpice îmbrăcând un echipament donat de Sudan⁠(d). A alergat în aceeași grupă cu viitoarea medaliată cu aur Veronica Campbell-Brown din Jamaica⁠(d). Omar a ajuns ultima, totalizând 32,16 secunde, cu opt secunde mai târziu decât penultima sportivă. Spectatorii din tribune au demonstrat o susținere enormă pentru Omar; jurnalistul Charles Robinson remarcând: „Mi s-a făcut pielea de găină. Mulțimea parcă o împingea din urmă.” The Guardian scria că Omar a primit mai multe ovații decât Campbell-Brown. Interesul jurnaliștilor a fost destul de ridicat la început, dar cu timpul s-a micșorat, din cauza barierei lingvistice dintre aceștia și Omar, cât și deoarece Omar prefera să nu se manifeste în public.
Participarea lui Omar la Jocurile olimpice a fost prost acoperită de presa somaleză. La momentul cursei, în Africa de est era miezul nopții, și nicio televiziune sau post de radio nu difuza evenimentul în direct. Din aceste considerente, familia sa nu i-a văzut performanța. Revenită în țară, Omar a fost intimidată și amenințată cu moartea de gruparea militantă Al-Shabaab, care interzicea tuturor femeilor să participe sau chiar să urmărească evenimentele sportive, după care a evitat o perioadă să-și mai manifeste activitatea sportivă. Despre experiența sa la Beijing, Samia avea să spună:
„Știm că ne deosebim de alți atleți. Dar nu vrem să se vadă că suntem diferiți, vrem să arătăm că suntem ca ei. Realizăm că suntem departe de nivelul altor sportivi de aici. O înțelegem foarte, foarte bine. Dar cu toate acestea, dorim să arătăm în fața unei lumi întregi demnitatea noastră și a țării din care venim.”
În ciuda obstacolelor, Samia a participat la Campionatul African de Atletism din 2010⁠(d), în Nairobi, Kenya, în august 2010, unde iarăși a avut un rezultat prost, în schimb și-a bătut propriul record.

## Refugiul
Odată cu intensificarea războiului civil, acesta a afectat areale întinse ale orașului – inclusiv suburbia în care trăia Samia. Ca atare pentru a supraviețui, a fost nevoită să părărsească zona.
În decembrie 2009, s-a refugiat împreună cu familia într-o tabără de relocare a grupării islamiste Hizbul-Islam, amplasată la 20 km distanță de capitală, dar s-au întors în mai puțin de o lună din cauza condițiilor inumane de viață din tabără.

Regiunea autonomă Somaliland

Omar s-a împrietenit cu jurnalista Teresa Krug de la Al Jazeera, care i-a documentat evoluția la Jocurile olimpice, cât și viața de după acestea. Jurnalista a întâlnit-o pentru prima dată în 2010, în regiunea autonomă Somaliland, după care cele două au ținut legătura până la începutul lui 2012. În timpul uneia din întâlniri, Samia a dispărut pentru câteva minute, întorcându-se să-i povestească ziaristei că un băiat tocmai îi furase telefonul; Krug își amintește: „hoțul nu a ales persoana potrivită, Samia fiind cea mai rapidă femeie din Somalia”.
În 2011, Omar și-a lăsat familia și a fugit din calea războiului civil, în Addis Abeba, unde a vrut să-și aducă și familia dacă va reuși să adune destui bani. Vizibil mai relaxată și încrezută în propriul viitor, planifica să facă un curs de antrenamente la distanțe medii cu fostul atlet olimpic Eshetu Tura⁠(d), care îi fusese recomandat de antrenorul somalez Jama Aden și medaliatul olimpic Mohamed Suleiman⁠(d). A început antrenamentele odată cu acceptul Comitetului Olimpic Etiopian⁠(d), la distanțe mai lungi, pentru a evita eșecul de la Jocurile din 2008. La prima sa întâlnire cu echipa etiopiană, Omar a alergat 1500 metri⁠(d) în 5 minute; imediat i s-a atras atenția că va trebui să ajungă la un rezultat de cel mult 4:20 pentru a avea șanse de câștig la Jocurile olimpice.

## Drumul spre Europa și decesul
Krug a relat mai târziu că, din dorința de a-și găsi un antrenor, Omar a călătorit spre nord în direcția Europei, tranzitând Sudanul spre Libia. Atât familia sa, cât și însăși Krug au încercat să o oprească și să o convingă să rămână în Etiopia, unde Comitetul Olimpic Somalez avea planuri să deschidă un club de antrenamente. Atleta nu i-a ascultat și a plătit unor contrabandiști să o ducă în Libia, unde a ajuns în septembrie 2011 și unde a fost întemnițată pentru o perioadă de timp. În aprilie 2012 atleta a încercat să ajungă din Libia în Italia pe mare, într-o barcă în care erau și alți emigranți.
Prima știre despre decesul atletei a apărut la data de 19 august 2012, atunci când publicația italiană Corriere della Sera a anunțat că Samia a murit în drum spre Italia pe o ambarcațiune libiană. Informația venea de la compatriotul și colegul său Abdi Bile, dar la acel moment era „dificil de verificat”, conform publicației. Știrea apăruse în toiul Jocurilor olimpice de vară din 2012, deși Omar decedase cu câteva luni mai devreme, în aprilie.
La 21 august, BBC a anunțat că decesul sportivei a fost confirmat de Comitetul Olimpic Somalez. The Huffington Post a relatat că Qadijo Aden Dahir al Federației somaleze de atletism a confirmat că Omar s-a înecat aproape de țărmul Libiei în încercarea de a emigra spre Italia din Etiopia. Qadijo a adăugat: „e o veste tristă... Ea era favorita noastră pentru Jocurile din Londra”.
Cu timpul, au apărut detalii despre moartea atletei. Ea a urcat la bordul unui vas ticsit cu alți 70 de oameni, încercând să traverseze Marea Mediterană și să ajungă în Italia, în pofida sfaturilor familiei sale. La scurt timp de la plecare, motorul s-a oprit, fie din cauza unei defecțiuni, fie a rămas fără combustibil, iar vasul a rămas să plutească în apropiere de țărmul Libiei. În ajutorul oamenilor aflați la bord a venit o navă a Forțelor Navale Italiene⁠(d), care a aruncat frânghii peste bord în încercarea de a prelua pasageri. În haosul creat de mulțimea panicată, Samia a fost îmbrâncită în apă, unde a încercat să se mențină la suprafață, dar într-un sfârșit s-a înecat (Samia a fost una din cele 7 victime ale incidentului.). Culturistul Adam Frattasi a opinat că decesul său în apă ar fi survenit pe fondul problemelor medicale asociate folosirii de steroizi.

## In memoriam
Istoria de viață a atletei este expusă în cartea publicată în anul 2014 Non dirmi che hai paura (din italiană Niciodată să nu spui că ți-e teamă), scrisă de scriitorul și jurnalistul italian Giuseppe Catozzella⁠(d). Perspectiva cărții este aceea a protagonistei principale, fiind însă de menționat că sursele textului sunt neclare, iar o parte din relatările care se referă la context suferă de imprecizie istorică. Drepturile de publicare a versiunii engleze au fost achiziționate de editura britanică Penguin Books și în același timp a apărut interesul de a turna un film pe baza romanului.
În 2015, romancierul german Reinhard Kleist⁠(d) a publicat romanul grafic Der Traum von Olympia – Die Geschichte von Samia Yusuf Omar (din germană Un vis olimpic – povestea lui Samia Yusuf Omar). Lucrarea a devenit cartea anului Luchs 2015 și a fost tradusă în engleză în 2016 de către SelfMadeHero. Firul narativ urmărește povestea sportivei din momentul participării acesteia la Olimpiada de la Bejing, până la moartea ei.

## Neclarități și controverse
Decizia atletei de a ajunge în Europa în modul cel mai periculos ridică unele semne de întrebare, din moment ce nu era o membră oarecare a diasporei somaleze, ci o persoană foarte cunoscută după Jocurile Olimpice ca celebritate transnațională  – din punct de vedere al reprezentării femeilor în sport. Samia ar fi putut călători astfel cu un zbor turistic, sau ar fi putut accesa un permis umanitar.
Reconstrucția mediatică a profilului lui Yusuf Omar ridică de asemenea alte semne de întrebare. Ea nu a contactat Comitetul Olimpic, nu a inițiat o campanie în sprijinul cauzei sale sau în sprijinul găsirii unui antrenor în Europa și nici nu a cerut sfatul jurnalistei Teresa Krug, care i-ar fi fost „biletul către libertate” (aceasta o sfătuise însă mai înainte să rămână în Etiopia).